# Killer Kid
Killer Kid è un film del 1967 diretto da Leopoldo Savona.

## Trama
Lo spietato e crudele capitano Ramirez trova e uccide i rivoluzionari nella sua ricerca del Santo, a dare la caccia a lui ci pensa il capitano Morrison detto Chamanco leader dell'insurrezione messicana.